# Intercontinental Rally Challenge

Logo der Intercontinental Rally Challenge (IRC)

Die Intercontinental Rally Challenge (abgekürzt IRC) wurde 2006 von Eurosport und der FIA gegründet und wurde bis 2012 ausgetragen. Zur Saison 2013 fusionierte die IRC mit der Rallye-Europameisterschaft (ERC) und der bisherige IRC Promoter Eurosport-Events übernahm die Vermarktung der ERC. Das bedeutete das Ende der IRC.
Diese Rallyeserie sollte talentierten Nachwuchsfahrern und Amateuren im Rallyesport eine internationale Zukunft bieten.
Die Rennserie, die in der Saison 2006 mit einem Programm aus vier europäischen Rallyes ihr Debüt-Jahr erlebte, wurde 2007 internationaler. 2007 standen neun Rallyes in Europa, Asien und Afrika auf dem Programm. 2008 standen bereits zehn Veranstaltungen an. 2009 wuchs die Serie weiter und umfasste nun elf Rallyes rund um den Globus. Den Auftakt bildete 2009 die Rallye Monte Carlo, da diese 2009 wegen des Rotationsprinzips nicht im Kalender der Rallye-Weltmeisterschaft stand. Es traten 2011 die Hersteller Abarth, Honda, M-Sport, Peugeot, Proton, Ralliart, Škoda und Subaru an, was für Markenvielfalt sorgte.
In der IRC waren Super-2000-Fahrzeuge und Rallyeautos der Gruppe N sowie der Gruppe A bis 2000 cm³ Hubraum erlaubt. Die Hersteller und Fahrer, die eingeschrieben waren, durften punkten.
Alle Veranstaltungen waren, zum Teil live, auf Eurosport und Eurosport 2 zu sehen.

## Meister
| Jahr | Fahrer               | Beifahrer       | Fahrzeug                |
| ---- | -------------------- | --------------- | ----------------------- |
| 2006 | Giandomenico Basso   | Mitia Dotta     | Fiat Punto Abarth S2000 |
| 2007 | Enrique García Ojeda | Jordi Barrabés  | Peugeot 207 S2000       |
| 2008 | Nicolas Vouilloz     | Nicolas Klinger | Peugeot 207 S2000       |
| 2009 | Kris Meeke           | Paul Nagle      | Peugeot 207 S2000       |
| 2010 | Juho Hänninen        | Mikko Markkula  | Škoda Fabia S2000       |
| 2011 | Andreas Mikkelsen    | Ola Fløene      | Škoda Fabia S2000       |
| 2012 | Andreas Mikkelsen    | Ola Fløene      | Škoda Fabia S2000       |